# شانون فورست
شانون فورست (بالإنجليزية: Shannon Forrest)‏ هو طبال أمريكي، ولد في 22 أغسطس 1973 في إيسلي في الولايات المتحدة.

## وصلات خارجية
- شانون فورست على موقع IMDb (الإنجليزية)
- شانون فورست على موقع ميوزك برينز (الإنجليزية)
- شانون فورست على موقع أول ميوزيك (الإنجليزية)
- شانون فورست على موقع ديسكوغز (الإنجليزية)